# Tura (teorija grafova)
Tura, pojam iz teorije grafova. Vrsta je staze. Da bi neka staza bila tura, mora biti zatvorena.